# Atombombenmuseum Nagasaki
Das Atombombenmuseum Nagasaki (japanisch 長崎原爆資料館, Nagasaki Genbaku Shiryōkan; englisch Nagasaki Atomic Bomb Museum) ist ein Friedensmuseum zum Gedenken und zur Dokumentation des Atombombenabwurfs auf Nagasaki. Das Museum befindet sich im Friedenspark von Nagasaki.

## Geschichte und Beschreibung
Der Vorgängerbau des heutigen Museums war die 1955 eröffnete Nagasaki International Culture Hall. Dieses Gebäude wurde im Jahr 1995 abgerissen und ein neuer Museumsbau errichtet. Die Eröffnung des Museumsneubaus am heutigen Standort im Friedenspark fand im April 1996 statt.
In der Dauerausstellung werden durch verschiedene Objekte, Fotografien, Modelle und Ausstellungstexte die Ereignisse vom 9. August 1945 aufgearbeitet. Zudem wird in der Ausstellung auf die Hibakusha, den Wiederaufbau nach 1945 und die Erinnerungskultur eingegangen.

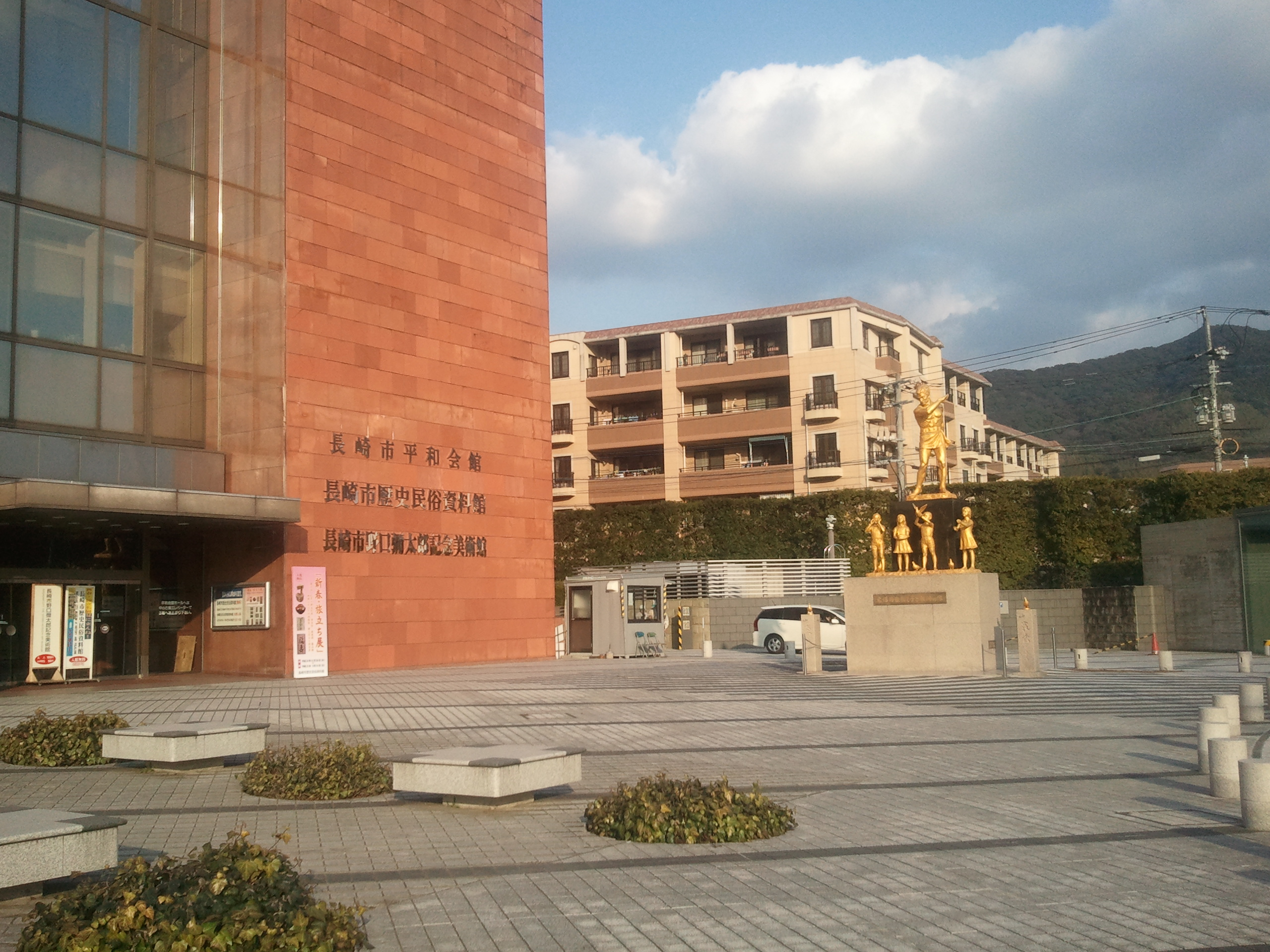
Museumseingang
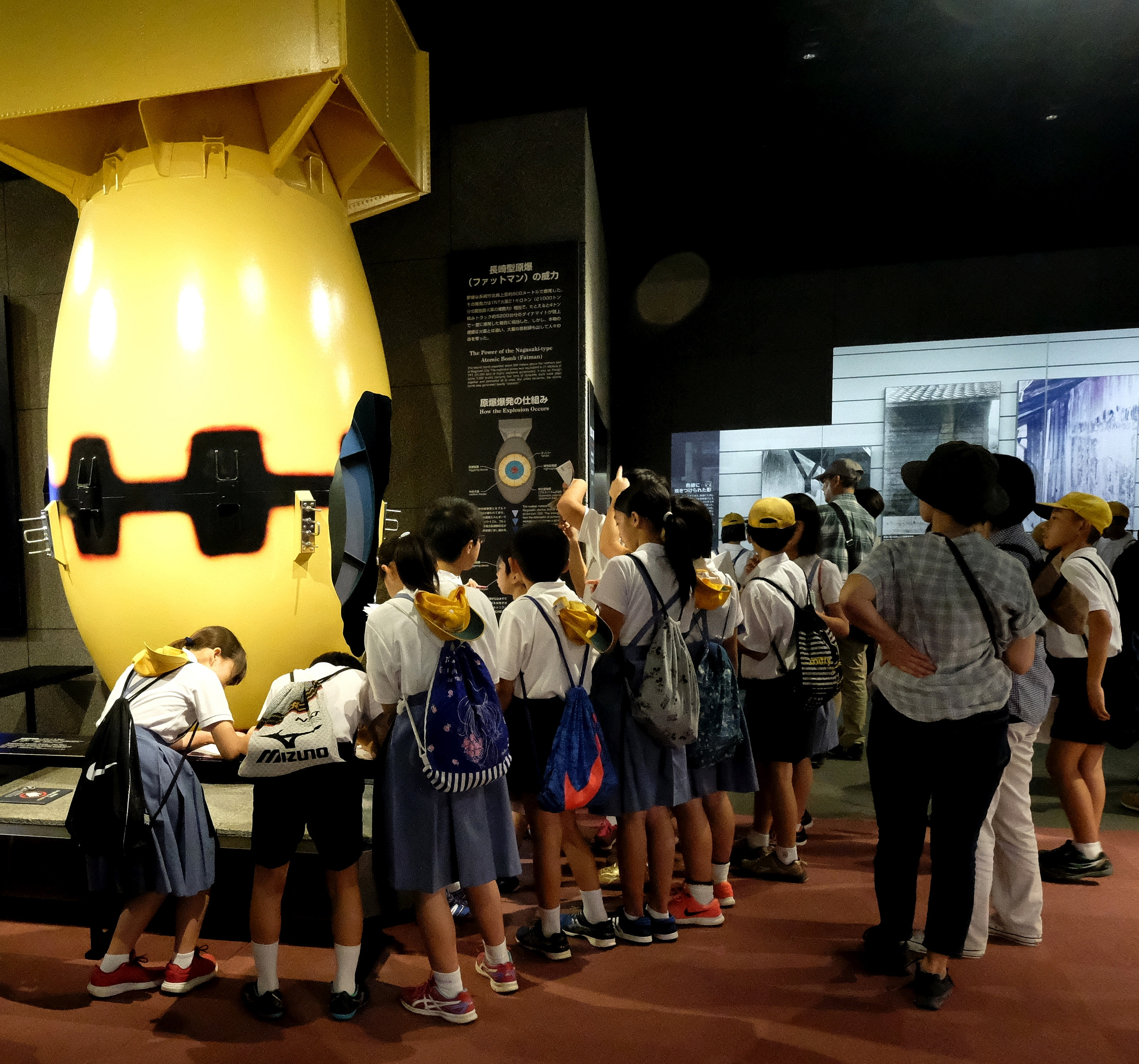
Eine japanische Schulklasse vor einem Modell von Fat Man
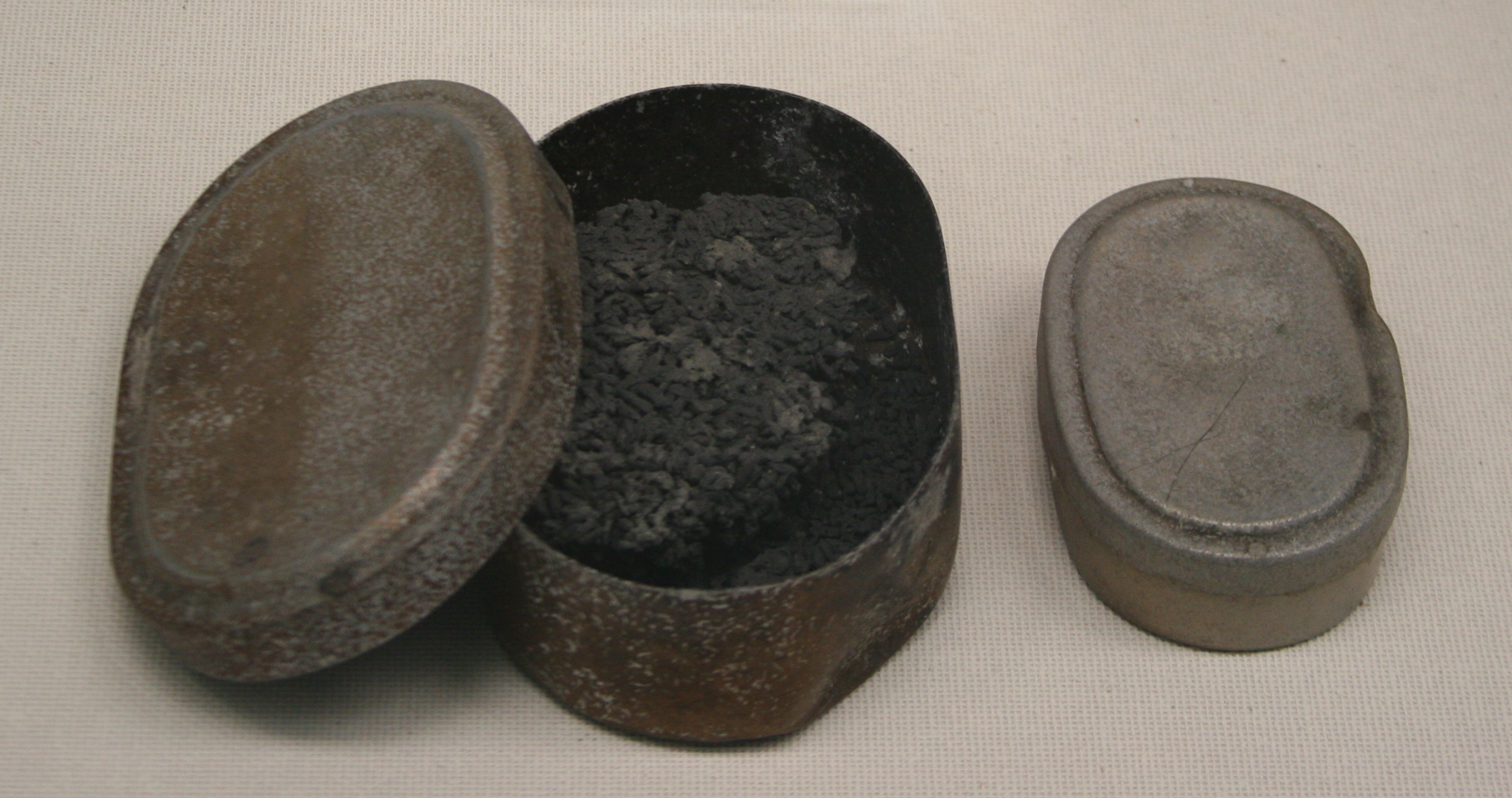
Brotbüchse eines Schulmädchens. Der Inhalt (Reis) wurde durch die Explosion verkohlt
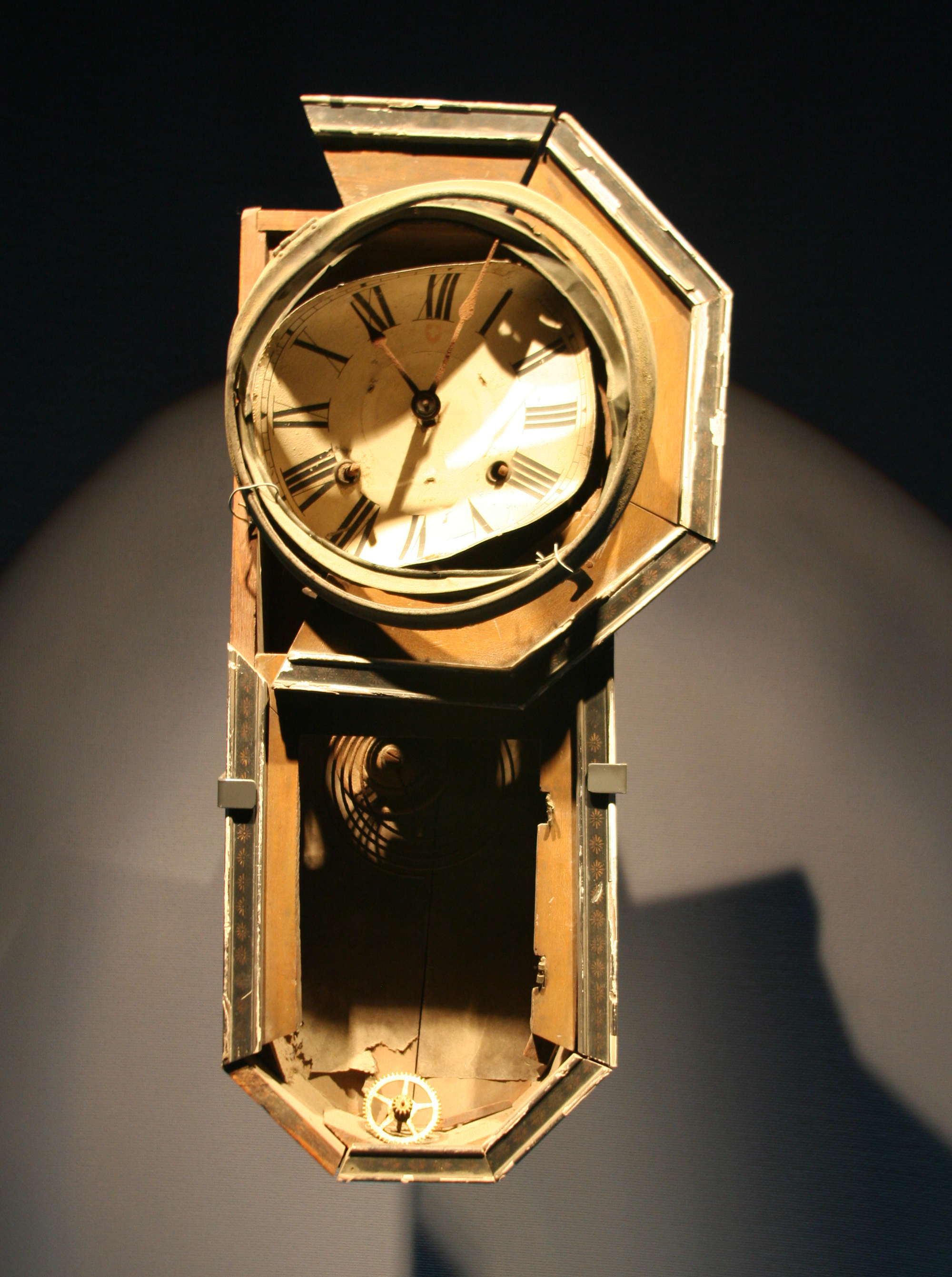
Eine Wanduhr, die zum genauen Zeitpunkt der Explosion (11:02 Uhr) stehen geblieben ist
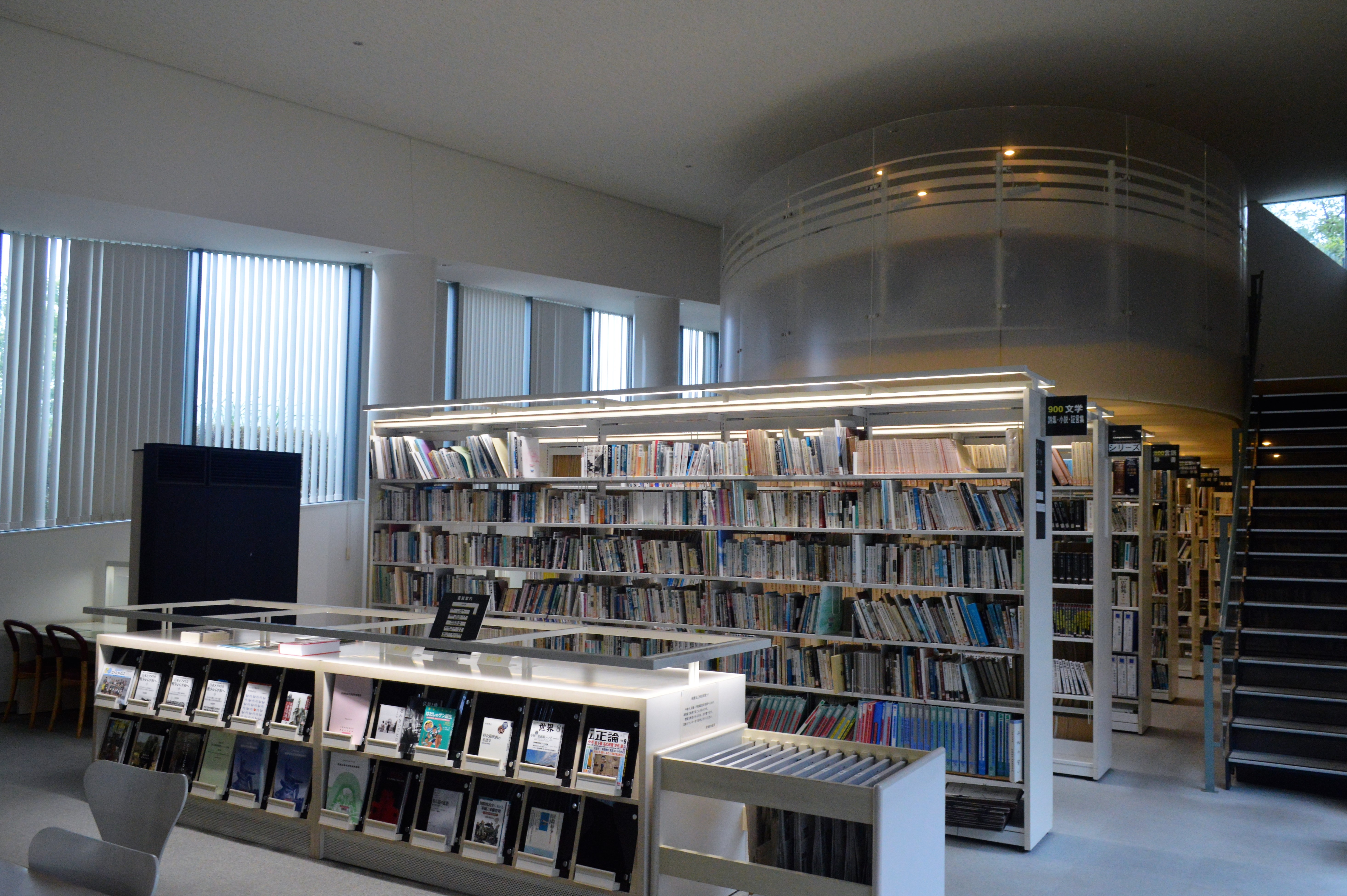
Museumsbibliothek des Atombombenmuseums